# Напоритан
Напоритан или наполитан (яп. ナポリタン) — популярное японское блюдо кухни ёсёку, созданное под влиянием европейской кухни. В его состав входит спагетти, кетчуп или соус на томатной основе, лук, грибы, зелёный перец, колбаса или сосиски, бекон и, по желанию, соус Табаско. Утверждается, что напоритан происходит из города Иокогама и его создание относится ко времени оккупации Японии американскими войсками после окончания Второй мировой войны.

## Происхождение
Считается, что блюдо создал Сигетада Ирэ (яп. 入江茂忠), главный шеф-повар отеля New Grand в Иокогаме, вдохновлённый сухим пайком из спагетти смешанными с томатным кетчупом, которые входили в рацион американских солдат расквартированных в Японии после её капитуляции во Второй мировой войне (Иокогама была штаб-квартирой SCAP). Существуют и другие версии происхождения блюда, Так, возможно оно было создано в период Первой мировой войны, когда моряки Императорского флота Японии познакомились с макаронами с томатным соусом в Италии. Также выдвигалась версия, что оно возникло в ресторанах универмага Mitsukoshi, которые подавали его вместе с другими блюдами западной кухни. Кроме того, указывалось на то, что его придумали в другом ресторане в Иокогаме, который, возможно, начал подавать его за шесть лет до отеля New Grand. Со временем «спагетти по неаполитански» приобрело популярность и его стали готовить в других заведениях по всей стране.
Это блюдо получило распространение также благодаря поставкам пшеницы из США во время недостатка пищи в Японии в послевоенный период, что способствовало росту производства макаронных изделий. Также его распространению способствовал растущий импорт кетчупа. 

## Описание
Одно из наиболее известных блюд японской кухни ёсёку (яп. 洋食 Ё:сёку, западная еда), к которой относятся блюда первоначально заимствованные из европейской кухни. Под понятие ёсёку подпадают и блюда, полностью заимствованные с Запада, и те, что были переиначены на японский лад. Для приготовления напоритана следует отварить спагетти, а лук, шампиньоны, зелёный перец, колбасу или сосиски обжарить, после чего перемешать с кетчупом.

## Название
Считается, что шеф-повар назвал блюдо в честь итальянского Неаполя (отсюда «наполи»). Фонетически японский язык не различает «Р» и «Л» как отдельные звуки, поэтому использует одинаковые символы катаканы для передачи «Р» и «Л» звуков западных алфавитов. Таким образом, при переводе катаканы на другие языки, исходя исключительно из японского написания, оно является неоднозначным. Так, написание «напоритан» происходит от обычной латинизации японского языка, тогда как написание «наполитано» учитывает происхождение названия.